# NGC 54
NGC 54 é uma galáxia espiral (Sa) localizada na direcção da constelação de Cetus. Possui uma declinação de -07° 06' 24" e uma ascensão recta de 0 horas, 15 minutos e 07,6 segundos.
A galáxia NGC 54 foi descoberta em 1886 por Ernst Wilhelm Leberecht Tempel.